# Prima Divisione Umbria 1949-1950
La Prima Divisione fu il massimo campionato regionale di calcio disputato in Umbria nella stagione 1949-1950.
Il campione regionale veniva promosso, mentre a causa della scarsità di partecipanti non erano previste retrocessioni in Seconda Divisione.
Questo è il girone unico organizzato dalla Lega Regionale dell'Umbria.

## Squadre partecipanti
| Squadra                          | Città (provincia)      | Stagione precedente                      |
| -------------------------------- | ---------------------- | ---------------------------------------- |
| 8° C.A.R. Orvieto                | Orvieto (TR)           | 3° in Prima Divisione Umbria             |
| A.C. Città di Castello           | Città di Castello (PG) | 2° in Prima Divisione Umbria             |
| A.S. Deruta                      | Deruta (PG)            | 7° in Prima Divisione Umbria             |
| S.E.F. F.lli Canonichetti Assisi | Assisi (PG)            | 6° in Prima Divisione Umbria             |
| A.S. Foligno                     | Foligno (PG)           | 16° in Promozione/L, retrocesso          |
| Pol. Grifo Cannara               | Cannara (PG)           | 8° in Prima Divisione Umbria             |
| A.S. Gubbio                      | Gubbio (PG)            | 21° in Serie C/C, escluso per fallimento |
| U.P. Narnese                     | Narni (TR)             | 5° in Prima Divisione Umbria             |
| S.S. Nestor (B = riserve)        | Marsciano (PG)         |                                          |
| U.S. Orvietana                   | Orvieto (TR)           |                                          |
| A.S. Perugia (B = riserve)       | Perugia                | 9° in Prima Divisione Umbria             |

## Classifica
|  | Pos. | Squadra                   | Pt | G  | V  | N | P  | GF | GS | DR  |
|  | ---- | ------------------------- | -- | -- | -- | - | -- | -- | -- | --- |
|  | 1.   | Città di Castello         | 32 | 20 | 15 | 2 | 3  | 59 | 16 | +43 |
|  | 2.   | 8° C.A.R. Orvieto         | 31 | 20 | 13 | 5 | 2  | 51 | 14 | +37 |
|  | 3.   | Orvietana                 | 27 | 20 | 12 | 3 | 5  | 36 | 22 | +14 |
|  | 4.   | Foligno                   | 22 | 20 | 9  | 4 | 7  | 36 | 32 | +4  |
|  | 5.   | F.lli Canonichetti Assisi | 21 | 20 | 8  | 5 | 7  | 38 | 40 | -2  |
|  | 6.   | Grifo Cannara             | 19 | 20 | 7  | 5 | 8  | 36 | 35 | +1  |
|  | 7.   | Gubbio                    | 18 | 20 | 8  | 2 | 10 | 28 | 47 | -19 |
|  | 8.   | Narnese                   | 16 | 20 | 5  | 6 | 9  | 43 | 42 | +1  |
|  | 9.   | Deruta                    | 14 | 20 | 7  | 0 | 13 | 16 | 37 | -21 |
|  | 10.  | Perugia (B)               | 10 | 20 | 3  | 4 | 13 | 25 | 42 | -17 |
|  | 10.  | Nestor                    | 10 | 20 | 4  | 2 | 14 | 22 | 58 | -26 |

Legenda:

      Promossa in  Promozione 1950-1951.
Regolamento:

Due punti a vittoria, uno a pareggio, zero a sconfitta.
In caso di pari punti per le squadre fuori dalla zona promozione e retrocessione era in vigore il pari merito.
Note:

Gubbio inattivo nella stagione successiva.